# Zamarada urania
Zamarada urania är en fjärilsart som beskrevs av Charles Oberthür 1912. Zamarada urania ingår i släktet Zamarada och familjen mätare. Inga underarter finns listade i Catalogue of Life.